# 松索羅爾群島

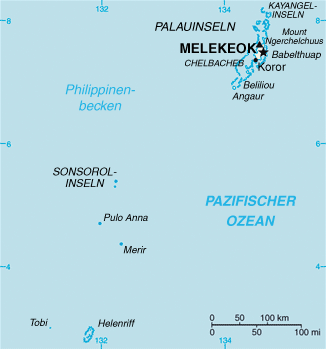

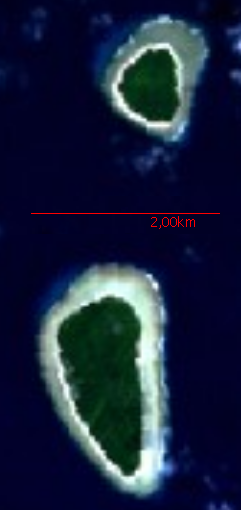

松索羅爾群島是帛琉的群島，位於太平洋海域，距離巴伯爾圖阿普島超過300公里，由2座相距1.5公里的島嶼組成，面積1.9平方公里，人口僅24人。